# Szomáliföldi shilling
A szomáliföldi shilling Szomáliföld hivatalos pénzneme, amelyet 1994. október 18-án vezettek be. Szomáliföld 1991 májusában deklarálta függetlenségét Szomáliától, de a korábbi közös pénz egészen 1995-ig forgalomban maradt az elszakadt területeken is.

## Bankjegyek
1994-es évszámmal először 5, 10, 20, 50, 100 és 500 shillinges bankjegyeket bocsátottak ki. 1996-ban az 50-es címletet kisebb méretben nyomták újra (130 x 58 mm). Ugyanebben az évben kétféle felülbélyegzéssel láttak el valamennyi címletet. Az ún. "Bronze Commemorative Issue" a kvázi függetlenség 5. évfordulója alkalmából bronzszínű "5th Anniversary of Independence 18 May 1996 / Sanad Gurada 5ee Gobanimadda 18 May 1996", míg a "Silver" sorozat ezüstszínű felülnyomással készült "Sanad Gurada 5ee Gobanimadda 18 May 1996" szöveggel, angol és szomáli nyelven feltüntetve. Sokáig az ötszáz shillinges volt a legnagyobb címlet, de az elértéktelenedés következtében a kis címletű bankjegyekkel egyre nehezebb volt a pénzforgalmat lebonyolítani, a nagyobb értékű fizetéseknél azóta is inkább az USA-dollárt használják. Csak 2012-ben bocsátották ki a 2011-es keltezésű 1000 és 5000 shillinges címleteket.
- 1994: 5,10, 20, 50 (nagyobb méretű), 100, 500 shilling,
- 1996: 10, 20, 50 (kisebb méretű), 100, 500 shilling,
- 1999: 50, 100, 500 shilling,
- 2002, 2005, 2006, 2008: 100, 500 shilling,
- 2011: 1000, 5000 shilling.

## Érmék
1994-ben csak 1 shillinges címletet bocsátottak ki (alumíniumból), ezt követte 2002-ben a szintén alumínium 5 és a rézötvözetű 10, valamint az acélból vert 20 shillinges érme. Ezüstből ugyanekkor 1000 shillinges emlékveret is készült. Érdekesség, hogy a címleteken a régi angol mintájú jelölést használják (1/-, 5/-, 10/-, 20/-), ami az új penny bevezetése (1971) óta nemigen használatos.